# خلية لامعة
الخلايا اللامعة هي كريات حبيبية مهمة في جهاز المناعة، وتوجد في البول وعادةً تكون مرتبطة في عدوى الجهاز البولي والتهاب الحويضة والكلية، استمدت هذه الخلايا اسمها من خلال ظهورها تحت المجهر عند تحضير عينة رطبة، ويمكن أن تُرى كحبيبات بنيّة اللون تتحرك داخل سيتوبلازم الخلية مما يعطيهم «المظهر اللامع». 